# Thysanotus parviflorus
Thysanotus parviflorus är en sparrisväxtart som beskrevs av Norman Henry Brittan. Thysanotus parviflorus ingår i släktet Thysanotus och familjen sparrisväxter. Inga underarter finns listade i Catalogue of Life.